# Polyethylen
Polyethylen (Polyætylen), polytylen eller polyethen (PE) er et termoplastisk kunststof fremstillet ved polymerisation af gassen ethylen C2H4 (ethen). Polyethylen er den type plast der fremstilles mest af på verdensplan.
Polyethylen opdeles i PE-HD (PolyEthylen – High Density ), med massefylde over 0,93 g/cm3 og PE-LD (PolyEthylen – Low Density ), med massefylde under 0,93 g/cm3. PE-HD består af lange lige kæder af polyethylen mens PE-LD er forgrenet. De lange lige kæder i PE-HD kan lægge sig tæt op ad hinanden og danne små krystallinske domæner i plasten hvilket bevirker at den opnår større styrke og bedre temperaturbestandighed end PE-LD. 
PE-HD er et forholdsvis stift plastmateriale og bruges til f.eks. afløbs-, vand og gasrør, madkasser og legetøj. PE-LD er et blødt plastmateriale og bruges til bl.a. plastposer og plastfilm. Ved forbrænding af ren polyethylen dannes CO2 og H2O.

Polyethylen benyttes til fremstilling af plastikposer, shampooflasker, tandpastatuber, legetøj, emballage, el-artkler, vvs-artikler m.v.